# Wz. 50 (каска)

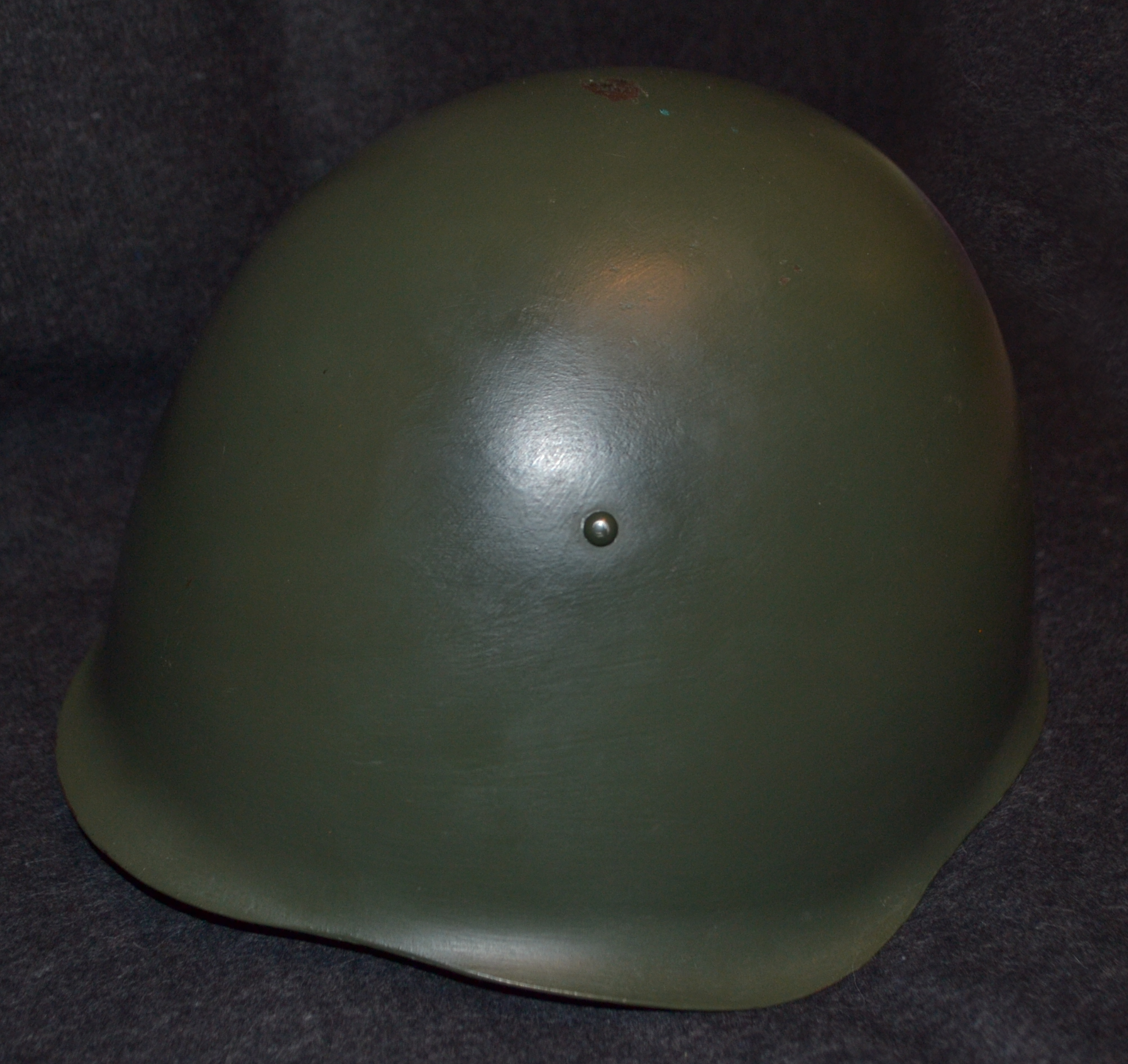
Шлем wz. 50

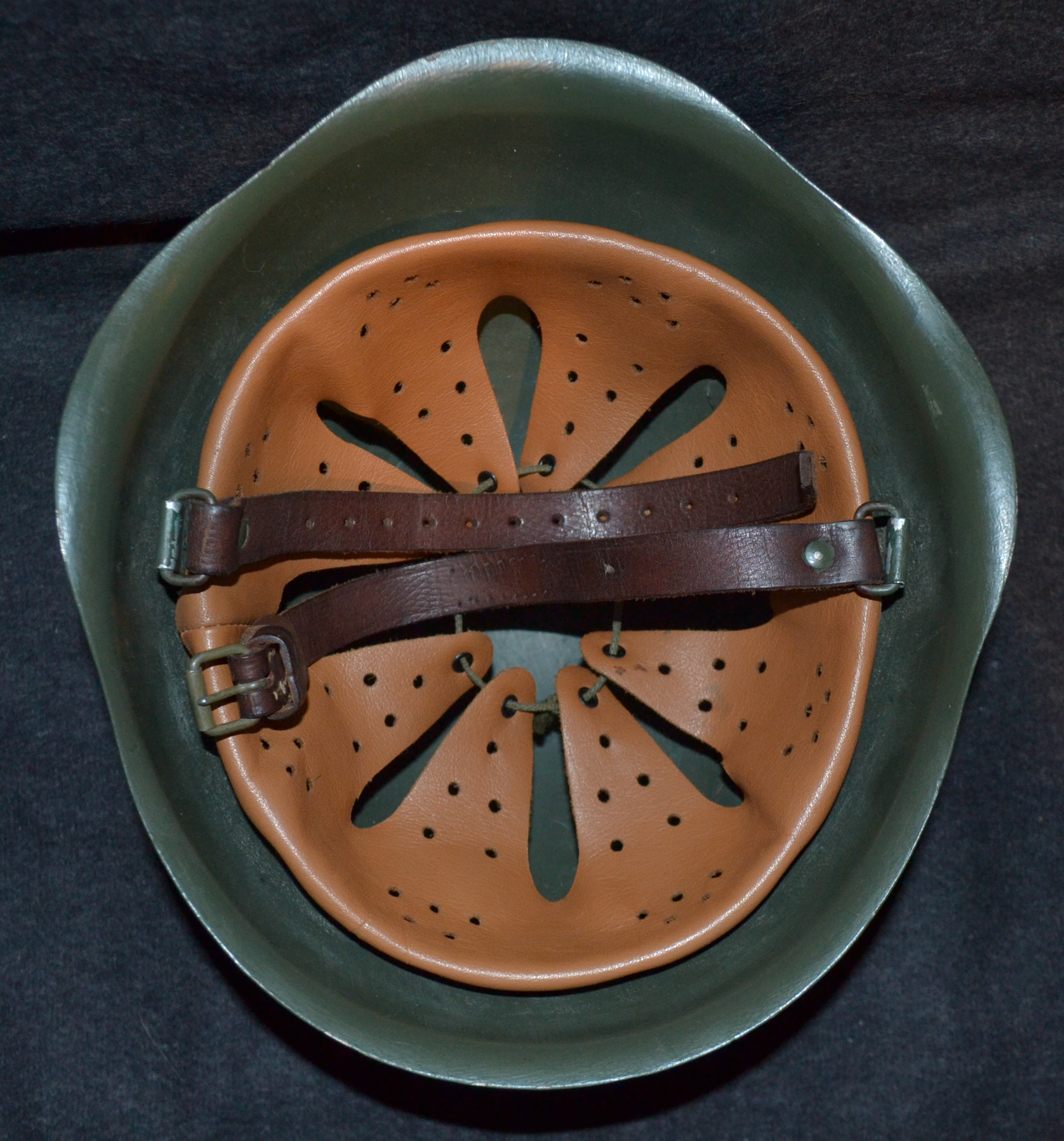
Подшлемник M50

Wz. 50 (пол. Hełm wz. 50) — польский стальной шлем, выпускавшийся с 1950 года до замены на Wz. 67 в 1967 году. Шлем широко экспортировался в ряд просоветски ориентированных арабских стран из-за его низкой цены. Ранние опытные образцы шлемов оснащались подбородочным ремнем с двойными заклепками и подкладкой из коровьей кожи. Все модели шлемов имеют клеймо и штамп производителя.

## История
Шлем wz. 50 создавался в значительной степени основываясь на советском СШ-40. Первая производственная партия wz. 50, однако, обладала нехарактерной для советского шлема чертой в виде гребня, аналогичного таковому у французского шлема Адриана, подшлемник, в свою очередь, был идентичен подшлемнику каски wz. 31, с тремя двойными язычками из кожи или вощёной ткани. Данный вариант шлема получил не высокую оценку, что привело к доработке и появлению окончательного варианта wz.50, который и пошёл в серию.

## Описание
Внешне wz.50 является еще одной восточноевропейской копией советского шлема СШ-40, наряду с чешским Vz. 53 и венгерским M70, подшлемник и подбородочный ремень были созданы под влиянием итальянской M33. Оболочка окрашена в темно-зеленый цвет для армии и в синий цвет для ВВС и флота. Подшлемник удерживается на месте тремя заклепками и в основном основан на итальянском шлеме M33 с восемью кожаными язычками, а также на заклепках и подбородочном ремне. Начиная с 1962 года, на переднюю часть наносились трафаретные знаки отличия и эмблемы. Был разработан вариант для использования гражданской обороной, который имел видный герб сверху и знаки отличия сбоку с символикой соответствующего города.

## Пользователи
- Польша
- Албания До получения китайских шлемов GK80.
- Египет
- Сирия
- Ирак: до замены шлемами М80